# Vesiculaphis pieridis
Vesiculaphis pieridis är en insektsart. Vesiculaphis pieridis ingår i släktet Vesiculaphis och familjen långrörsbladlöss. Inga underarter finns listade i Catalogue of Life.